# Poecilotriccus capitalis
El titirijí pío (Poecilotriccus capitalis), también denominado tiranuelo blanquinegro (en Colombia) o espatulilla negra y blanca (en Perú), es una especie de ave paseriforme de la familia Tyrannidae, perteneciente al género Poecilotriccus. Fue colocada antes en el género Todirostrum. Es nativa de la cuenca amazónica en América del Sur. 

## Distribución y hábitat
Se distribuye de forma disjunta en el sur de Colombia (sureste de Nariño, suroeste de Putumayo), este de Ecuador, noreste y este de Perú (al sur hasta Pasco) y en el suroeste de la Amazonia brasileña (suroeste de Amazonas, Rondônia, noroeste de Mato Grosso). También en el este de la Amazonia brasileña (este de Pará).
Esta especie es considerada poco común y muy local en sus hábitats naturales: los enmarañados de enredaderas en el sotobosque y en los bordes de selvas húmedas, también en el sotobosque dominado por bambuzales y en los bordes de selvas de piedemonte y montanas bajas de la ladera oriental de los Andes; hasta los 1350 m de altitud.

## Sistemática

### Descripción original
La especie P. capitalis fue descrita por primera vez por el zoólogo británico Philip Lutley Sclater en 1857 bajo el nombre científico Todirostrum capitale; la localidad tipo es: «río Napo, este de Ecuador».

### Etimología
El nombre genérico masculino «Poecilotriccus» se compone de las palabras del griego «poikilos» que significa  ‘multicolor’, ‘manchado’, y « τρικκος trikkos»: pequeño pájaro no identificado; en ornitología, «triccus» significa «atrapamoscas tirano»; y el nombre de la especie «capitalis», proviene del latín y significa ‘relativo a la cabeza’, ‘capital’.

### Taxonomía
La presente especie y varias otras del género estaban situadas anteriormente en el género Todirostrum pero evidencias morfológicas justificaron su transferencia para el presente género.
También ya fue considerada conespecífica con Poecilotriccus albifacies. El taxón propuesto Poecilotriccus tricolor es, en realidad, un sinónimo de la presente. Es monotípica.